# Colfax megye (Új-Mexikó)
Colfax megye az Amerikai Egyesült Államokban, azon belül Új-Mexikó államban található. Megyeszékhelye és legnagyobb városa Raton. Lakosainak száma 12 387 fő (2020. április 1.). Colfax megye Costilla, Mora, Las Animas, Union, Taos és Harding megyékkel határos.

## Népesség
A megye népességének változása:
| Lakosok száma | 13 738 | 13 619 | 13 243 | 13 094 | 12 414 | 12 387 |
|               | 2010   | 2011   | 2012   | 2013   | 2015   | 2020   |